# Евенкійський автономний округ

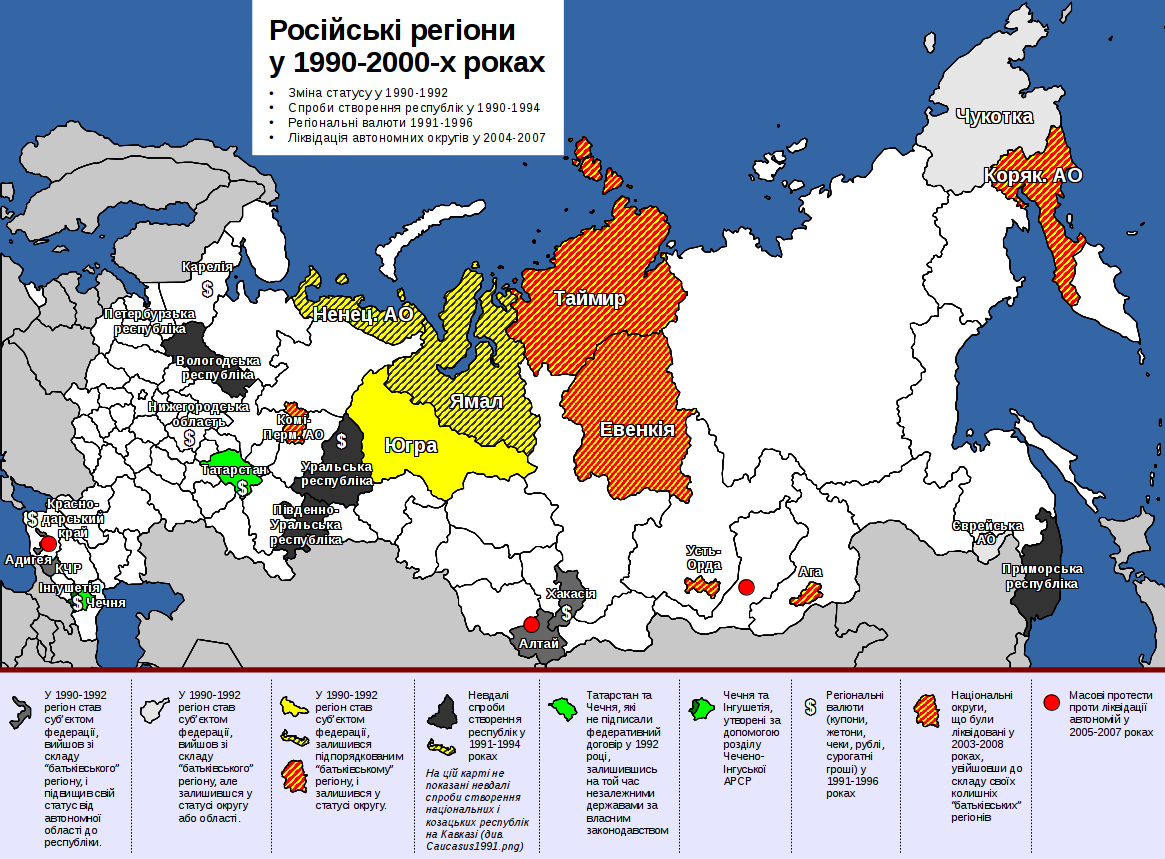
Зміни статусу російських автономних округів

Евенкійський автономний округ (рос. Эвенки́йский автоно́мный о́круг, евенкійська: Эведы Автомоды Округ), або Евенкія, історичний суб'єкт Російської федерації, національно-територіальна автономія евенків.

## Історія
Округ було створено у 1930 році, адміністративний центр — селище міського типу Тура. На 2006 мав площу 767 600 км², і був в Росії сьомим за площею суб'єктом федерації, але і найбезлюднішим — 17697 осіб (перепис 2002).
У 1991 році Евенкійський автономний округ став суб'єктом Російської Федерації, водночас підпорядковуючись Красноярському краю. У 1992 році, під час періоду підвищення статусу автономій РФ, у документах Верховної Ради РФ округ згадується як «Евенкійська автономна область».
У 1999 році губернатор Красноярського краю генерал Олександр Лебедь, зажадав від федерального уряду скасування автономії округу
У 2005 році в рамках кампанії з ліквідації національних округів Евенкійський автономний округ був перетворений на Евенкійський район Красноярського краю, втративши статус суб'єкту федерації.
Після референдуму з даного питання, що відбувся 17 квітня 2005 року, Евенкійський і Таймирський автономні округи були передані у склад Красноярського краю з 1 січня 2007 року (проте евенки оскаржували результати референдуму). Борис Золотарев був останнім губернатором автономного округу. Адміністративно на середину 2010-х вважається районом з особливим статусом у складі Красноярського краю (див. Евенкійський район).
Після пониження статусу округу в Росії залишилися евенкійські національні автономії тільки районного рівня. Окрім Евенкійського району Красноярського краю, евенкійські райони є в Якутії (Анабарський улус, Жиганський улус, Оленьоцький улус) та Бурятії (Баунтовський евенкійський район).
У 2009 році «Союз евенкійців» звернувся з проханням про відновлення автономії. Громадські організації та активісти засвідчують погіршення соціального становища в районі після пониження його статусу. Евенки стикаються з екологічними та земельними проблемами через розробку корисних копалин.

## Етнічні групи

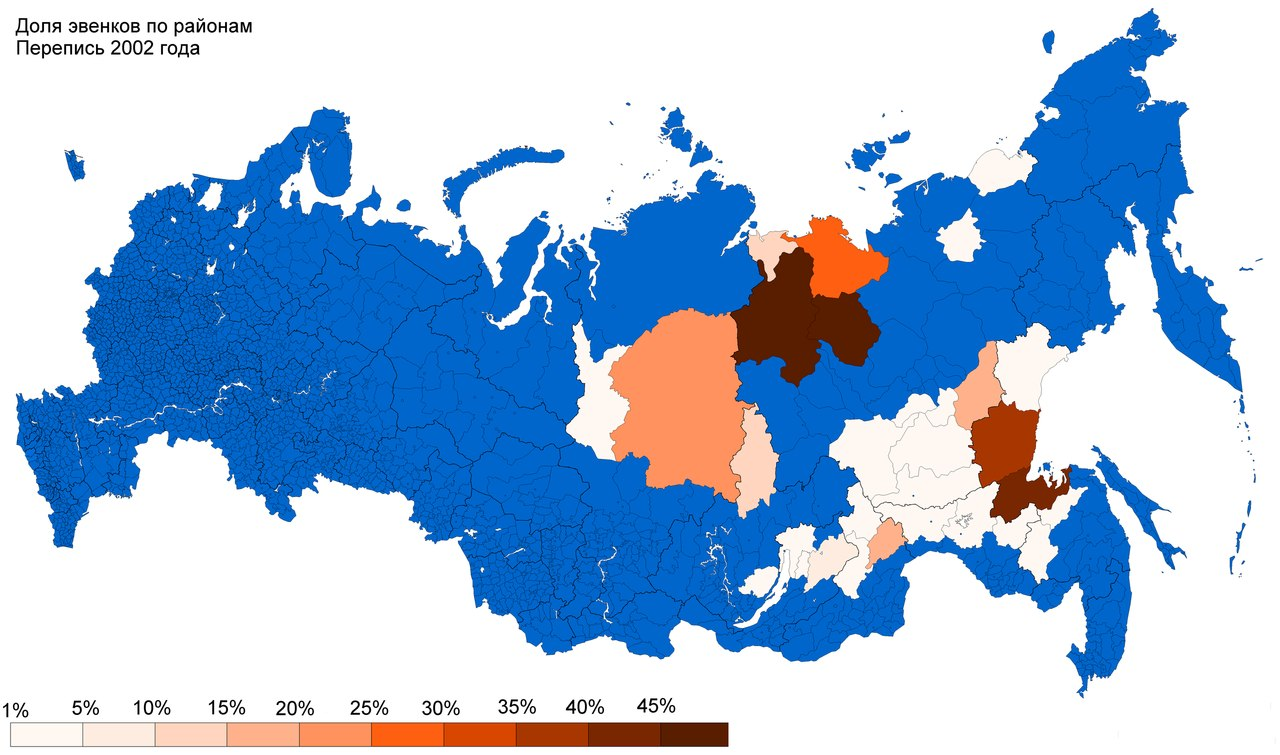
Розселення евенків в Росії

| Етнічні групи | 1939 перепис | 1939 перепис | 1959 перепис | 1959 перепис | 1970 перепис | 1970 перепис | 1979 перепис | 1979 перепис | 1989 перепис | 1989 перепис | 2002 перепис | 2002 перепис |
| Етнічні групи | Осіб         | %            | Осіб         | %            | Осіб         | %            | Осіб         | %            | Осіб         | %            | Осіб         | %            |
| ------------- | ------------ | ------------ | ------------ | ------------ | ------------ | ------------ | ------------ | ------------ | ------------ | ------------ | ------------ | ------------ |
| Евенки        | 3,721        | 39.3%        | 3,474        | 33.7%        | 3,207        | 25.3%        | 3,239        | 20.3%        | 3,480        | 14.0%        | 3,802        | 21.5%        |
| Якути         | 713          | 7.5%         | 51           | 0.5%         | 781          | 6.2%         | 822          | 5.1%         | 937          | 3.8%         | 991          | 5.6%         |
| Кети          |              |              | 14           | 0.1%         | 142          | 1.1%         | 154          | 1.0%         | 150          | 0.6%         | 211          | 1.2%         |
| Росіяни       | 4,675        | 49.4%        | 5,975        | 57.9%        | 7,732        | 61.1%        | 10,400       | 65.1%        | 16,718       | 67.5%        | 10,958       | 61.9%        |
| Українці      | 117          | 1.2%         | 196          | 1.9%         | 254          | 2.0%         | 472          | 3.0%         | 1,303        | 5.3%         | 550          | 3.1%         |
| Інші          | 234          | 2.5%         | 610          | 5.9%         | 542          | 4.3%         | 881          | 5.5%         | 2,181        | 8.8%         | 1,185        | 6.7%         |